# Маяк Ганнет-Рок
Маяк Ганнет-Рок (англ. Gannet Rock Lighthouse) — маяк, расположенный на небольшом скалистом острове Ганнет-Рок в 13 км к югу от острова Гран-Манан на входе в залив Фанди, графство Шарлотт, провинция Нью-Брансуик, Канада. Построен в 1831 году. Автоматизирован в 1996 году.

## История
Залив Фанди ― основной водный путь в провинцию Нью-Брансуик. Уже в 1830 году правительство Нью-Брансуика выделило 1000 фунтов на строительство маяка на опасных скалах к югу от острова Гран-Манан. Строительство было завершено в 1831 году. Маяк представлял собой восьмиугольную деревянную башню высотой 12 метров с наклонными стенами и восьмиугольным помещением для фонаря на вершине, к которой примыкал деревянный дом смотрителя. Маяк имел необычную раскраску: он был окрашен в вертикальные черно-белые полосы по граням восьмиугольника. Во время штормов маяк часто заливало, и в 1838 году его дополнительно прикрепили цепями к скале. в 1840 году на станции была установлена сигнальная пушка. В 1845 году вокруг маяка была построена гранитная стена высотой 3,5 метра. В 1867 году маяк был перестроен. На маяке была установлена линза Френеля четвёртого поколения. В 1894 году противотуманная пушка была заменена более современной системой. В 1905 году высоту башни увеличили до 28 метров на уровнем моря, поставив её на бетонное основание. После этого Помещение для фонаря покрасили в красный цвет, в нём была установлена линза Френеля второго поколения. В 1906 году было построено здание для противотуманного сигнала, где был размещен новый сигнал. В 1913 году на маяке была установлена электрическая световая установка. Во время Первой мировой войны в 1918 году недалеко от маяка немецкая подводная лодка потопила грузовой корабль «Дорнфонтейн». В 1931 году был построен новый дом смотрителя. В 1967 году маяк снова был перестроен, был установлен современный сигнал, а оригинальную линзу Френеля второго поколения поместили в Гран-Мананский музей. В 1996 году канадская береговая охрана автоматизировала маяк.